# Karolina Gronau
Karolina Gronau (ur. 12 lipca 1984 w Gdańsku) – polska lekkoatletka, skoczkini wzwyż.

## Życiorys
Wielokrotna medalistka Mistrzostw Polski, zarówno seniorów jak i w młodszych kategoriach wiekowych, w tym złota medalistka mistrzostw Polski na stadionie (2006 & 2010 & 2011) oraz w hali (2010 & 2012). Jej rekord życiowy to 1,92 m i został ustanowiony 24 czerwca 2007 podczas Superligi Pucharu Europy w Monachium. Reprezentowała klub Start Lublin.